# العلاقات السلوفينية اللاوسية
العلاقات السلوفينية اللاوسية هي العلاقات الثنائية التي تجمع بين سلوفينيا ولاوس.

## مقارنة بين البلدين
هذه مقارنة عامة ومرجعية للدولتين:
| وجه المقارنة                                              | سلوفينيا                                                      | لاوس        |
| --------------------------------------------------------- | ------------------------------------------------------------- | ----------- |
| المساحة (كم2)                                             | 20.27 ألف                                                     | 236.80 ألف  |
| عدد السكان (نسمة)                                         | 2.07 مليون                                                    | 6.86 مليون  |
| الكثافة السكانية (ن./كم²)                                 | 102.12                                                        | 28.97       |
| العاصمة                                                   | ليوبليانا                                                     | فيينتيان    |
| اللغة الرسمية                                             | اللغة السلوفينية، اللغة الإيطالية، لغة مجرية                  | اللغة اللاو |
| العملة                                                    | يورو، تولار سلوفيني                                           | كيب لاوي    |
| الناتج المحلي الإجمالي (بليون دولار)                      | 48.77 مليار                                                   | 16.85 مليار |
| الناتج المحلي الإجمالي (تعادل القوة الشرائية) بليون دولار | 66.01 مليار                                                   | 38.71 مليار |
| الناتج المحلي الإجمالي الاسمي للفرد دولار أمريكي          | 20.73 ألف                                                     | 1.82 ألف    |
| الناتج المحلي الإجمالي للفرد دولار أمريكي                 | 30.40 ألف                                                     |             |
| مؤشر التنمية البشرية                                      | 0.880                                                         | 0.575       |
| رمز المكالمات الدولي                                      | +386                                                          | +856        |
| رمز الإنترنت                                              | .si                                                           | .la         |
| المنطقة الزمنية                                           | توقيت وسط أوروبا، ت ع م+01:00، ت ع م+02:00، أوروبا/ليوبليانا ‏ | ت ع م+07:00 |

## منظمات دولية مشتركة
يشترك البلدان في عضوية مجموعة من المنظمات الدولية، منها:
| علم المنظمة | اسم المنظمة                        | تاريخ انضمام سلوفينيا | تاريخ انضمام لاوس |
| ----------- | ---------------------------------- | --------------------- | ----------------- |
|             | مؤسسة التنمية الدولية              | 25 فبراير 1993        | 28 أكتوبر 1963    |
|             | يونسكو                             | 27 مايو 1992          | 9 يوليو 1951      |
|             | وكالة ضمان الاستثمار متعدد الأطراف | 19 مارس 1993          | 5 أبريل 2000      |
|             | الأمم المتحدة                      | 22 مايو 1992          | 14 ديسمبر 1955    |
|             | البنك الدولي للإنشاء والتعمير      | 25 فبراير 1993        | 5 يوليو 1961      |
|             | منظمة حظر الأسلحة الكيميائية       | ?                     | ?                 |
|             | مؤسسة التمويل الدولية              | 25 فبراير 1993        | 29 يناير 1992     |
|             | منظمة الشرطة الجنائية الدولية      | ?                     | ?                 |

## وصلات خارجية
- موقع وزارة الخارجية السلوفينية
- موقع وزارة الخارجية اللاوسية